# Panurgus rungsii
Panurgus rungsii är en biart som beskrevs av Raymond Benoist 1937. Panurgus rungsii ingår i släktet fibblebin, och familjen grävbin. Inga underarter finns listade i Catalogue of Life.